# Matías López López
Matías López y López fue un empresario, diputado y senador vitalicio y filántropo gallego que vivió en el periodo comprendido entre 1825 y 1891. Condecorado con la Gran Cruz de Isabel la Católica y caballero de la Legión de Honor. Fue el fundador de la fábrica chocolatera Chocolates y Dulces Matías López. 

## Biografía

### Infancia

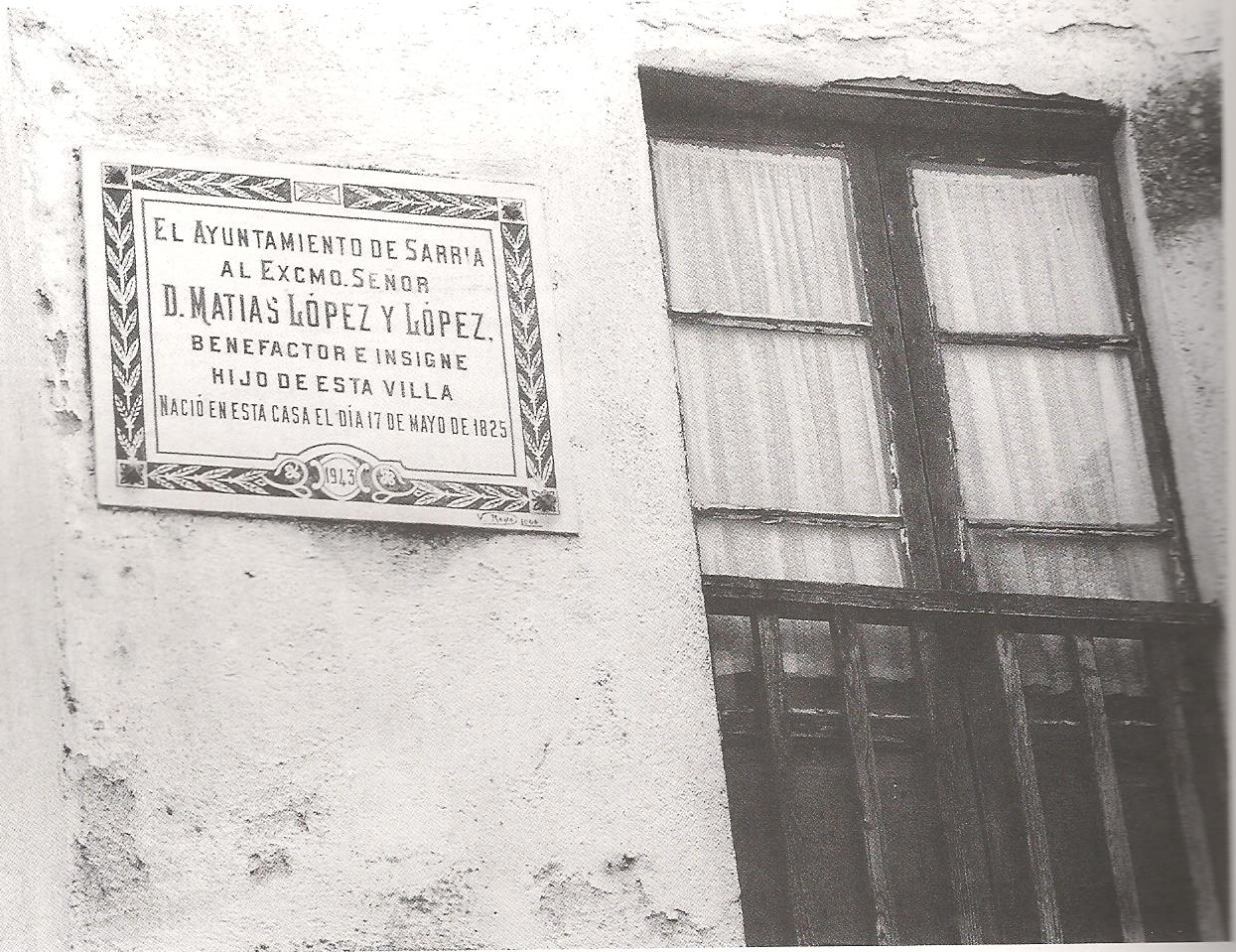
Placa en la fachada de la casa natal de D. Matías López

Matías López y López nació en la villa de Sarria, en Lugo, en fecha incierta. Mientras que la partida de bautismo de su iglesia parroquial señala como fecha de nacimiento el 17 de mayo de 1825, los documentos oficiales relacionados con su actuación política y sus biógrafos personales dan como fecha el 21 de febrero de 1826. Era miembro de una familia de cinco hijos. Sus padres fueron Don Francisco López, hombre humilde y trabajador, y Doña Rosa López, quien ejerció una fuerte influencia sobre Matías. Ambos residían en el número 77 de la calle Maior de la comarca de Sarria. Sus abuelos paternos fueron José López y Juana Rivas, a los cuales Matías no conoció. Con quien sí tuvo una relación más estrecha fue con sus abuelos maternos: Don Lázaro López y Doña Rosa López, naturales de la parroquia de San Salvador de la Pinza, una pequeña aldea situada en la carretera que une Sarria con Puertomarín. Todos estos datos muestran la naturaleza extremadamente humilde de sus orígenes. 

### Viaje a Madrid
Con quince años cumplidos Matías abandona su pueblo de origen para dirigirse a Madrid. No se han encontrado referencias que acrediten la presencia de su madre en la capital, y además esta época de su vida es bastante oscura, pero sabemos que allí entra de dependiente en una casa de comercio y más tarde comienza a trabajar en una fábrica de chocolate, en la cual empieza a estudiar y a elaborar dicho artículo. 
Sus años de juventud son igualmente difusos, pero según fuentes biográficas, fueron años “difíciles y peligrosos llenos de amarguras y desilusiones”. Asimismo nos consta que entre 1840 y 1849 Matías “renunció a los placeres de la juventud y mientras sus iguales se divertían el consagraba sus horas de ocio al estudio”. En efecto, no fueron fáciles en absoluto aquellos años en los cuales desarrolló estudios específicos y propios del mundo mercantil. Matías López daría buena cuenta de su formación amplia empresarial en años posteriores. Durante esta época de su vida formó parte de la misma un personaje totalmente desconocido pero al que Matías recuerda en enorme gratitud durante sus años de gloria en frase misteriosa:

“Sin embargo, desde que el Sr. López lo adquirió, y no en pequeño precio, ha variado bastante todo el terreno que le rodea, que muy pronto habrá de verse convertido en un precioso jardín, y en un lindísimo barrio que llevará por nombre el recuerdo de una persona queridísima, simbolizando además en su esencia las afecciones que aquel ser amado abrigaba en su noble corazón por esa clase que forma parte, y no la menos numerosa de nuestra humanidad.”

La figura de esta extraña persona queridísima que debió ser crucial en sus años de formación entendemos que es femenina, puesto que su nombre fue el que se le dio al eje principal del barrio obrero construido por Matías López, este es: Juliana. Este personaje desconocido que mediante su relación con él indujo a Matías una conciencia social al mismo tiempo que le causó “crisis dolorosas que él salvó varonilmente”, en palabras del redactor de su solemne epitafio.
En 1850 Matías López dispone de 6000 reales de ahorro que había acumulado durante los 9 años en los que trabajó como empleado por medio de un ascético estilo de vida. En 1851, con 26 años de edad, se establece por su cuenta en un pequeño molino de chocolate en la calle Jacometrezzo, comprado con sus ahorros y adquirido a precio de ocasión. En este momento es cuando su aprendizaje como chocolatero, sus dotes comerciales y su carácter laborioso y austero cristalizan para dar paso a sus logros industriales. 
En el año 1853 Chocolates Matías López ha empezado a funcionar y él está en condiciones económicas de contraer matrimonio con la hija de D. Felipe Santiago Andrés y Doña Julia Sánchez: una jovencita de 18 años que vive bajo la protección de una familia modesta y se hace llamar Andrea. Ella vivía en la Calle Jacometrezzo esquina a Oliva, muy próxima por tanto al lugar donde trabajaba Matías. Por aquel entonces él tiene 28 años de edad y un patrimonio que a día de hoy se estima en 20.000 reales.

### Vida política
La necesidad de un reconocimiento social de sus triunfos que se le exigía a un hombre de su tiempo unida al problema burocrático que le supuso la construcción de su taller en la calle Palma n.º 8, hacen que Matías López se plantee la necesidad de entrar en política. Esta posibilidad le llega con la revolución de 1868 y es facilitada por la aureola de éxito empresarial que luce en aquellos años. Su entrada en la política se produce, pues, en ese mismo año y desde el escalafón más bajo: concejal del Ayuntamiento de Madrid. 
En el año 1872 obtiene el escaño de Diputado a Cortes por Sarria (Lugo), su localidad natal, con 7.170 votos sobre un total de 9.372 en las elecciones de abril de 1872. Matías López, por aquel entonces de talante progresista se incorporará al ala más izquierdista de dicho grupo político: El Partido Radical de Manuel Ruiz Zorrilla. 
Dos meses más tarde Don Matías desaparece de la estela política al disolverse las Cortes. Volverá a la Cámara Baja como diputado en febrero de 1876 tras obtener de nuevo su escaño por aquella circunscripción por la cual siempre se presentó: la de Sarria. Se incorpora como miembro de pleno derecho a la Cámara que aprobó la Constitución de 1876, que estuvo vigente hasta 1931. Es entonces (en 1876) cuando se ve obligado a renunciar por ese mismo motivo a su escaño como diputado Provincial por Madrid.
En esta época no tenemos datos de su línea ideológica, pero todo parece apuntar a que es un monárquico alfonsino totalmente integrado en el régimen, defensor de la Constitución del 76 aunque con un cierto tono progresista que se pone de manifiesto en su doctrinalismo librecambista. Siente la necesidad de participar en la acción política, pero al lado de los grandes de la cámara como Cánovas y Sagasta poco tiene que hacer. Sus escasas intervenciones en el Parlamento se reducen a la defensa del citado doctrinalismo librecambista. Fue por ello que en junio de 1877 consiguió un escaño en el Senado que no llegó a ocupar debido a presiones que recibió por parte de sus "amigos y comitentes".
Sin embargo, dada su exitosa posición empresarial y su perfecta sintonía con el régimen Canovista, el rey Alfonso XII, conocedor de que Matías López defiende los valores fundamentales de la sociedad de su tiempo ("espíritu moderno, orden público y monarquía"), le nombra Senador Vitalicio en virtud de los poderes que le confieren los artículos veinte y veintidós de la Constitución:

"...vengo en nombrar Senador Vitalicio, como comprendido en el párrafo undécimo del último de dichos artículos, a Don Matías López y López. Dado en Palacio a catorce de diciembre de 1883. Alfonso."
Alfonso de Borbón, rey de España

Es así como Matías López adquiere el reconocimiento social que llevaba buscando durante aquella década, y se convierte en el típico hombre hecho a sí mismo de la Restauración, elegido Senador Vitalicio del Reino en virtud de su participación fiscal en el sostenimiento de los gastos del Estado (Mayores Contribuyentes).
Uno de los principales objetivos que se marcó cuando ya estaba consagrado como uno de los proveedores de dulces más importantes de toda España, fue que sus chocolates atravesaran fronteras y empezar a distribuir a países europeos. Llevó a cabo diversos esfuerzos con intervenciones en el Congreso para conseguir una reducción arancelaria tanto para importaciones como para exportaciones. Sin embargo estos esfuerzos no surtieron efecto alguno, y desde la Cámara Alta era imposible influir en la política de los próceres de la Restauración. Por eso, Matías López y otros empresarios se unieron para crear lo que denominaron Círculo de la Unión Mercantil, durante los meses de mayo y junio del año 1887. Dicho círculo, es lo que un mes más tarde se denominará, y hoy día es, la Cámara de Comercio de Madrid. Desde ahí, Matías López como socio cofundador y vicepresidente intentará presionar al gobierno para que lleve a cabo una reforma de la economía española que le permita realizar sus exportaciones.

### Última etapa
Tras el apogeo de su éxito, consagrado en la Exposición Universal de París de 1889, vendrá en sus últimos dos años la que quizá sea la etapa más dura de su vida. En mayo del año 1890 fallece su hijo Pablo López a causa de una enfermedad. El 14 de enero de 1891 su otro hijo varón, Matías, que ayudó activamente en el trabajo de la empresa y ya empezaba a regentar la fábrica de El Escorial, se encontraba revisando el manómetro del contador del gas cuando este explotó delante de él quitándole la vida a la edad recién cumplida de 28 años. Veinte días después Matías modificará tan solo una parte de su testamento ológrafo para legar todos los bienes que hubieran sido heredados por Matías y Pablo a María del Carmen López Andrés, marquesa de Torrelaguna por matrimonio y la menor de sus tres hijas. Carmen asumirá del mismo modo la dirección de la fábrica de chocolates Matías López; probablemente el bien más preciado de su padre. Si bien, de acuerdo a los tiempos que le tocó vivir, ella nunca se encargó directamente de la fábrica si que se mantuvo muy próxima a ella, y su marido Eugenio Fernández del Pozo presidió durante muchos años el consejo de administración de la "Sociedad Anónima Viuda e hijos de Matías López", por lo que probablemente su padre pensó que ella era la más indicada para el cargo. 
El día 13 de febrero de 1891, en un sobre lacrado con márgenes enlutados, Matías López encierra sus últimas voluntades que no serán ya descubiertas hasta el 18 de junio de ese mismo año, cuando finalmente fallece a las 11 de la noche en su domicilio de la calle Palma n.º 8, a la edad de 66 años. A fecha de la muerte de su propietario, Chocolates y dulces Matías López facturaba anualmente productos por valor de 8 millones de pesetas, daba empleo directa o indirectamente a unas 500 personas y contribuía anualmente al sostenimiento del Estado en concepto de derechos de aduanas e impuestos de consumo con alrededor de 1 millón de pesetas.

## Chocolates Matías López

### Los inicios

#### El molino de Jacometrezzo
En el año 1851 Matías López adquiere por buen precio un modesto molino de chocolate situado en la calle Jacometrezzo. Por aquel entonces, el mercado madrileño chocolatero estaba caracterizado por una extraordinaria fragmentación. En una capital donde los pequeños molinos como el suyo abundaban, solo elaborando un producto de calidad y a un precio más bajo que el de sus competidores era posible abrirse paso con éxito. Para ello, Matías López hizo gala de un ingenio reconocido por todo su entorno social y elaboró todo un sistema nuevo de marketing, consistente en darse a conocer generando la demanda de sus productos. 
La anécdota se presenta de varias formas, pero fundamentalmente es la siguiente: Dos meses antes de que su producto saliera al mercado, Matías enviaba a todas las personas que podía (familiares, amigos...etc) a las tiendas de ultramarinos a preguntar por chocolate Matías López. Los tenderos, naturalmente desconocían tal producto, pero el nombre se les quedaba grabado en la memoria. Semanas más tarde, con su producto elaborado por él mismo en su molino de Jacometrezzo, Matías aparecía ofreciéndolo. Entonces el comerciante no dudaba en hacer un sustancioso pedido ya que "últimamente todo el mundo me lo pide". Fueron tácticas como éstas las que hicieron despegar a Matías López y sacar adelante una industria de la nada, unidas a su laboriosidad y entrega comentadas anteriormente, que se obvian en otras anécdotas como la de que en numerosas ocasiones Matías se quedaba a dormir en su expendiduría de chocolate debajo del mostrador.

#### El negocio de la calle Tudescos
El siguiente salto en su carrera lo dará en 1855, cuando compra un molino nuevo, con mayor capacidad productiva, en la calle Tudescos número 32 de Madrid y pasa de trabajar codo con codo con sus empleados y vivir en su lugar de trabajo a ser el director de su propia fábrica. Matías López estuvo emplazado en este lugar durante seis largos años en los cuales se encontró con la necesidad de dejar de elaborar su producto "a brazo" y adquirir máquinas industriales al estilo de cualquier proceso productivo de por aquel entonces. El proceso mediante el cual puso fin a sus inconvenientes productivos se divide en tres líneas:
- En primer lugar realizó una serie de viajes empresariales por toda España y por los centros fabriles europeos. El objetivo era ponerse en contacto con los sistemas productivos existentes en otros lugares, con ánimo de aprender no solo formas de elaborar el producto sino métodos de organización empresarial. Pero sobre todo conocer el desarrollo tecnológico existente para aplicarlo, con ventajas, a su área de actividad.
- La realización de toda una serie de estudios que facilitasen tanto el aumento de la calidad del producto como el incremento del consumo. Don Matías en esta fase de madurez se muestra totalmente contrario a cuantos fabricantes que "han marchado por el sendero de la rutina" planteando como absolutamente necesario:

"...hoy que todo prospera, hoy que la industria fabril va saliendo de las estrechas redes del empirismo, hoy, en fin, que ha recibido la fuerza impulsiva que el genio del tiempo imprime, preciso es reducir a principios teóricos lo que antes solo fuera objeto de los cuidados de un simple bracero, conveniente es sujetar a reglas bien combinadas este socorrido ramo de la industria española."

La propuesta, en resumen, no es otra que dar una respuesta científica y racional a los problemas que la fabricación del chocolate demanda, y ello solo es posible realizando un estudio sistemático de todo el proceso de elaboración. Esta disposición para el estudio, este deseo de dominar al máximo su tarea de trabajo, fue sin duda de una de sus constantes empresariales.
- Por último, una absoluta confianza en el progreso tecnológico y sobre todo en "la maquinaria". Matías López se mostrará de hecho obsesivo en sus artículos en relación con "ese poderoso e inapreciable elemento de la producción" que es la máquina. Desde su perspectiva, la máquina:

1. Mejora las mercancías
2. Pone el producto al alcance de todas las economías
3. Renueva con rapidez increíble el capital invertido
4. Hace mucho más llevadero el trabajo de los obreros.

Matías López llegó a tener una auténtica obsesión por la maquinaria, haciendo de ella el eje de todas sus actuaciones. Esa pasión por las máquinas fue su referencia obligada, tanto en sus constantes viajes como en cuantas relaciones amistosas emprendió.

### Década de los 60

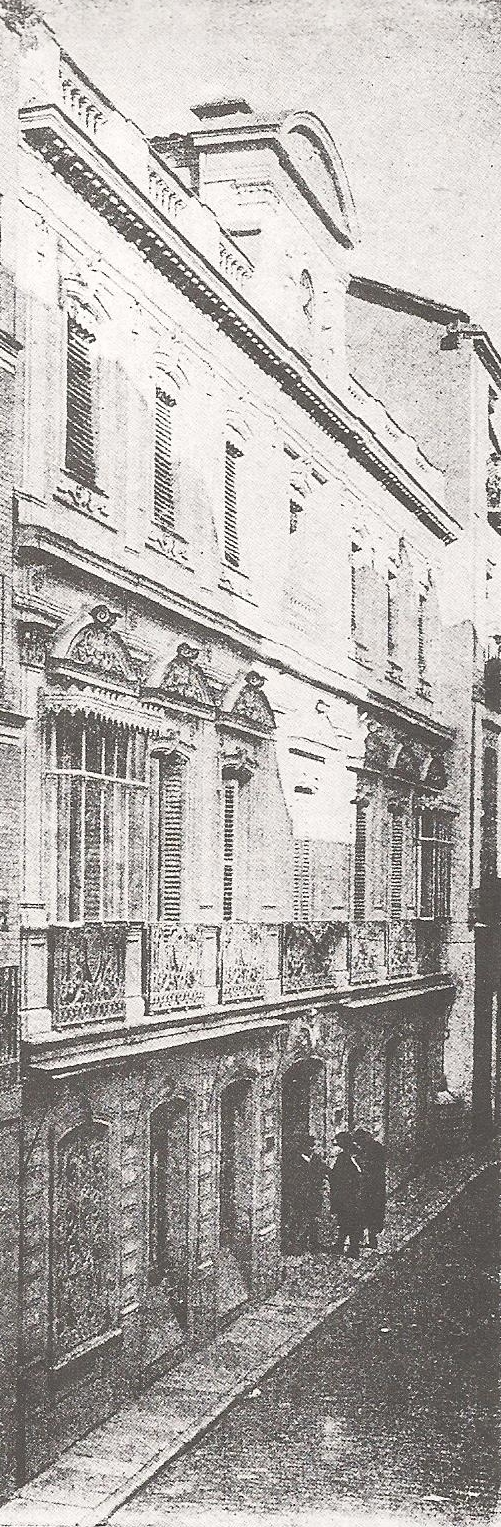
Residencia habitual de D. Matías López en la calle Palma Alta, 8 de Madrid

La década de los 60 de 1800 supuso realmente el inicio de su apogeo empresarial. En diciembre del año 1861 adquiere una casa en la calle Palma Alta número 32 primero, que constaba de sótano, planta baja, planta principal, segundo y tercero. Allí establece su domicilio particular y su nueva fábrica de chocolate. Al montar el nuevo taller, Matías deja atrás la rutina productiva tradicional e incorpora una máquina de vapor de 20 caballos de fuerza, lo cual supone hacer realidad todas sus investigaciones y estudios.
Tal es el éxito de su actividad que año y medio después y "para proporcionar mayor comodidad y desahogo a las manufacturas y los operarios" adquiere la casa contigua a la suya, calle Palma Alta 32 segundo, y al mismo tiempo convierte la antigua fábrica de Tudescos en sucursal, estableciendo también el depósito central en Puerta del Sol, 13 y Montera, 1. Estamos pues de nuevo ante un fabricante que debe ampliar sus instalaciones, que produce y vende más de 920 kg de chocolate al día y se anuncia como "proveedor de la Real Casa". Acude a cuantas exposiciones nacionales e internacionales existen obteniendo un sinfín de medallas y condecoraciones. 
Pero la falta de seguridad de sus talleres de Palma Alta, 32; las mañas condiciones de salubridad, la dificultad para conservar el producto elaborado en buen estado, unido todo ello al constante incremento de la demanda, obligan a Matías López a adquirir tres años después (1866) un espacio de 1.500 metros cuadrados en la calle Palma Alta número 8, con acceso por la calle Velarde número 5. Este edificio que antes fue la fábrica de Cerería del Real Palacio calcula el empresario que debe ser la sede definitiva de su fábrica y de su hogar.
Un año después, en 1867, adquiere la licencia de obras del Ayuntamiento para derribar este inmueble y construir otro de nueva planta. El arquitecto de la obra es Joaquín María Vega y planifica el edificio integrado por tres partes diferenciadas:
- La casa de Matías López, con fachada de 20 metros de ancho y 15 de alto y entrada principal en calle Palma Alta, 8. En este número está la oficina de D. Matías y los despachos de personal relacionado con la administración de la empresa y hasta una capilla que podía ser utilizada tanto por el personal del inmueble como por los empleados de la industria. Todo ello distribuido en piso bajo, principal, segundo y tercero.
- El edificio accesorio de la calle Velarde, 5, destinado a la vivienda de los obreros y al almacén de frutos y coloniales. Este edificio tiene cuatro plantas y una altura de 15 metros con dos crujías, una a cada lado, formando fachada. Contaba con un patio interior muy amplio. La planta baja estaba destinada al almacén y los otros tres pisos estaban ocupados por viviendas a razón de dos habitaciones por piso. Todas las viviendas tenían luz directa y ventilación exterior.
- El molino de chocolate. En 1868 se entiende que Matías tiene potestad para edificar de nuevo, con la licencia de obras previamente concedida, pero con objeto de "estar al amparo de las leyes" solicita de nuevo permiso para construir un molino incluyendo una máquina de vapor de una sola caldera y 30 caballos de fuerza.

En los meses previos a la revolución de septiembre de 1868 se inicia definitivamente el esplendor productivo de D. Matías López y, al comezar la década de 1870 Matías produce la cantidad de 4600 kg. El emprendedor que vino de Galicia con un sombrero y unos zuecos una década atrás había sido capaz de multiplicar por 4 su producción en ese tiempo. Así, en el citado año, Chocolates Matías López es responsable de 4/5 partes del consumo de chocolate que se hace en España:

"Capitales y Pueblos hay en nuestra España, que del consumo que hacen del chocolate, cuatro quintas partes proceden de mi fábrica, y abrigo esperanzas fundadas de que a medida que se vayan conociendo mis productos por los consumidores de los restantes pueblos y ciudades del reino, se multiplicará la venta"
Matías López y López

### Exposición Universal de París de 1889

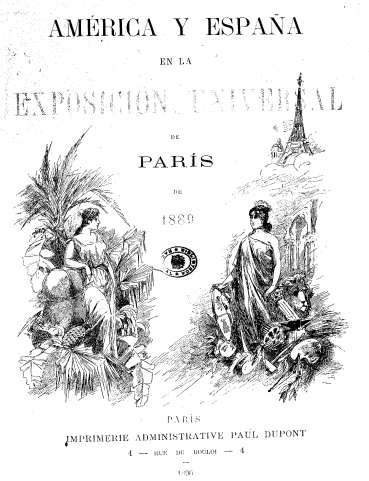
Portada de la Revista "América y España en las exposiciones Universales de 1889" (1890)

La organización de la Exposición Universal de París del año 1889, que conmemoraba el centenario de la Revolución francesa, le ofrece a Matías la apertura de nuevos mercados y la posibilidad de luchar con más fuerza por una reducción de las trabas aduaneras. Matías López acudió al certamen, conociendo la importancia de este tipo de celebraciones, en calidad de Presidente del Comité español. Le acompañaron sus Hijos Matías López y Andrés y Pablo López y Andrés, el primero como expositor en el grupo 7, clase 72, de "chocolates y cacao soluble"; el segundo como miembro de la Delegación General del Comité Español en París. La revista América y España en la exposición universal de 1889 resumirá el papel de Matías López en dicho certamen de la siguiente forma:

A él debe España la mayor parte de la gloria que ha alcanzado en este certamen, en el que siete meses ha trabajado para que ocupe un puesto digno y la consideración y respeto de todos.
Revista América y España en la exposición universal de 1889

Allí, además, tuvo ocasión de conocer ni más ni menos que a Gustave Eiffel, gran triunfador de la exposición por motivos evidentes, de quien recibió personalmente una felicitación por su papel en el certamen. Otros datos que muestran el éxito que llegó a alcanzar en la celebración del son la concesión, por parte del Gobierno francés, de la Legión de Honor, en grado de Caballero, y la felicitación además de personalidades como Emilia Pardo Bazán.

## La fábrica de El Escorial
A mediados de la década de 1870 y tras una intensa búsqueda, un buen amigo y servidor de Matías llamado Francisco Casalduero y Contes le habla de la existencia de una fábrica en el escorial, construida entre 1865 y 1867. Matías estaba buscando una instalación definitiva para su fábrica debido al incremento de la demanda de sus productos y al hecho de que el taller de la calle Palma n.º 8 pudiera plantearle algún problema de seguridad. 
Dicha fábrica, que se dedicaba a la refinación de azúcar principalmente y pertenecía a la empresa "Rafael Taboada y Cia", tuvo serios problemas para iniciar el proceso productivo. Había intentado reflotarse con el nombre de "Alianza Industrial S.A." pero desde el año 1871 la Junta General de dicha compañía propone la liquidación de la sociedad con la venta de la fábrica y de todos sus productos. Una vez que D. Matías conoce la fábrica y estudia sus posibilidades le encarga a Casalduero y Contes que adquiera el mayor número posible de acciones de Alianza Industrial y subrogue cuantas hipotecas tuviera. De este modo Casalduero logra obtener acciones y créditos hipotecarios por valor de 3.000.000 de reales y estaba en condiciones de proceder legalmente e incautarse de la fábrica. Casalduero ofrecerá a D. Juan Bautista Lafora y Caturlas, en concepto de "liquidador de la Sociedad Anónima Mercantil la Alianza Industrial", la cantidad de 3,6 millones de reales, es decir, casi 900.000 pesetas. Es así que el día 9 de julio de 1874, en Madrid, Francisco Casalduero y Contes entra en posesión de la fábrica ante el notario D. Ángel Marcos Bauzá. En otro acto protocolar sucesivo Matías López adquirirá de su buen amigo Casalduero la sede principal de la refinadora azucarera por 200.000 pesetas, ante el mismo notario y con la misma fecha. El hecho de que Casalduero comprase la fábrica por 900.000 pesetas y la vendiese por 200.000 se explica por medio del hecho de que el valor nominal de las acciones de Alianza Industrial estaba muy por encima de su valor de mercado, con lo que el negocio fue de sobra satisfactorio.
Muy contrario al modelo de la primera revolución industrial, en donde empresarios sin escrúpulos rodean su centro fabril de un proletariado desarraigado que vivía en un medio hostil formado por barracas alrededor de los talleres, Matías López y López decide convertir el espacio que rodea su templo en un auténtico oasis, dada la belleza del lugar en el que se encontraba su fábrica, planificando toda una serie de edificaciones y espacios verdes en donde se desarrollase la vida industrial.
Es en el año 1875 cuando la fábrica de chocolates Matías López comienza su proceso productivo. En los primeros años de 1880, Matías López produce nada menos 7.360 kg de chocolate al día, enorgulleciéndose el empresario de abastecer, solo en Madrid, a más de mil establecimientos.

## La Publicidad de Matías López

### Los Gordos y Los Flacos
¿Cómo conseguirá esto Matías López? Del mismo modo que años atrás hizo surgir la demanda de un chocolate que no había aparecido en el mercado (Véase: Los inicios. El molino de Jacometrezzo), acentuó su presencia en todas las tiendas de España. 
Para dar su último y gran paso definitivo Don Matías vuelve a su punto de partida: la calle Jacometrezzo. De su época de fabricante en esta calle conoce a un reconocido litógrafo llamado N. González, a cuyo taller acuden infinidad de gentes. Fue probablemente de esta amistad, si bien no está comprobado de forma fehaciente, de donde surge la relación de Matías López con otro reconocido litógrafo. Un pintor madrileño, culto, instruido, progresista y contrario a la reina Isabel II. Su nombre es Francisco Ortego Vereda. Matías López conoce bien el trabajo de Ortego Vereda. Aprecia de él su capacidad crítica y su capacidad de llegar al gran público. Es por ello que Matías decide contar con él para lo que en principio era una simple ilustración para dar difusión a sus artículos; el que fuera más tarde considerado el primer cartel publicitario editado en España. Vereda le cobró a Matías López la cantidad de 8 pesetas. Por la realización de aquel cartel. Sin saberlo, estaba creando un nuevo medio de comunicación de masas